# Brachytrita amara
Brachytrita amara är en fjärilsart som beskrevs av Louis Beethoven Prout 1926. Brachytrita amara ingår i släktet Brachytrita och familjen mätare. Inga underarter finns listade i Catalogue of Life.